# Hermann Fröbisch
Franz Hermann Fröbisch (* 8. Juni 1864 in Schönbrunn; † 3. November 1927 ebenda) war ein deutscher Gutsbesitzer und Politiker.

## Leben
Fröbisch war der Sohn des Gutsbesitzers Christian Fröbisch und dessen Ehefrau Johanna Christiane Friederike geborene Frotscher. Er war evangelisch-lutherischer Konfession und heiratete am 22. Oktober 1887 in Fröbersgrün Christiane Wilhelmine Flach (* 25. Oktober 1862 in Schönbrunn; † 26. Dezember 1918 ebenda), die Tochter des Gutsbesitzers Christian Heinrich Flach aus Frotschau.
Fröbisch lebte als Gutsbesitzer in Schönbrunn. Dort war er auch Gemeindevorsteher und Ortsrichter. Vom 28. Januar bis zum 14. Mai 1913 war er als Vertreter des verstorbenen Walther Jahn Abgeordneter im Greizer Landtag.